# جز جک‌ربیت

جز جک‌ربیت (به انگلیسی: Jazz Jackrabbit) یک مجموعه بازی ویدئویی است که شخصیت اصلی آن یک خرگوش صحرایی سبزرنگ به نام جز با هدبند و بازوبند قرمز و اسلحهٔ آبی رنگ است. اولین بازی از این سری توسط اپیک مگاگیمز تولید شده و در سال ۱۹۹۴ منتشر شده‌است.
بازی اول جز جک‌ربیت توسط شرکت Epic MegaGames توسعه و منتشر شد و در سال ۱۹۹۴ برای سیستم عامل MS-DOS عرضه گردید. در این بازی، جک خرگوش (Jazz Jackrabbit) باید پرنسس Eva Earlong از سرزمین Carrotus را نجات می‌داد که توسط دشمن اصلی او به نام Devan Shell ربوده شده بود. نسخه اشتراکی (shareware) این بازی با استقبال گسترده‌ای مواجه شد و از سوی مجله PC Format به عنوان بازی آرکید سال انتخاب گردید.